# لیتوینوو ووگ
لیتوینوو ووگ (به لاتین: Litwinowy Ług) یک روستا در لهستان است که در گمینا شوجاوووو واقع شده‌است.